# Tamás Harangozó
 (novembre 2017).
Si vous disposez d'ouvrages ou d'articles de référence ou si vous connaissez des sites web de qualité traitant du thème abordé ici, merci de compléter l'article en donnant les références utiles à sa vérifiabilité et en les liant à la section « Notes et références ».
Dans le nom hongrois Harangozó Tamás, le nom de famille précède le prénom, mais cet article utilise l’ordre habituel en français Tamás Harangozó, où le prénom précède le nom.
Tamás Harangozó, né le 27 juin 1979 à Dunaújváros, est une personnalité politique hongroise, député à l'Assemblée hongroise, membre du groupe MSzP.